# Galeh
Galeh is een bestuurslaag in het regentschap Sragen van de provincie Midden-Java, Indonesië. Galeh telt 3600 inwoners (volkstelling 2010).